# راي نيومان
راي نيومان (بالإنجليزية: Ray Newman)‏ هو لاعب كرة قاعدة أمريكي، ولد في 20 يونيو 1945 في إيفانسفيل في الولايات المتحدة.

## وصلات خارجية
- راي نيومان على موقعبيزبول رفرنس.كوم (الدوري الرئيسي) (الإنجليزية)
- راي نيومان على موقعبيزبول رفرنس.كوم (الدوري الثانوي) (الإنجليزية)